# Ernst Burmester (Unternehmer)
Ernst Burmester (* 16. Juni 1893 in Bremen; † 17. Dezember 1965) war ein deutscher Werftbesitzer und Gründer der Burmester Werft.

## Biografie
Burmester war der Sohn eines Klempners. Nach der Volksschule absolvierte er eine Lehre im väterlichen Betrieb in Findorff und besuchte Kurse für das technische Zeichnen. Nach der Zeit als Soldat im Ersten Weltkrieg bestand er 1919 die Meisterprüfung. Er gründete 1920 ein Agentur- und Kommissionsgeschäft und verlegte den Sitz der Firma Gebr. Burmester nach Bremen-Burg. Es entstand zusätzlich eine Yacht- und Bootswerft. Aufgrund der erheblichen Nachfrage für Yachten in den 1920er Jahren wuchs die Firma – ab 1925 Yacht- und Bootswerft Burmester GmbH – erheblich. 1935 wurde nach einer Liquidation Burmester Alleininhaber der Bootswerft.
In den 1930er Jahren baute die Werft vorwiegend Rettungsboote und kleine Boote, u. a. Räumboote und Vorpostenboote (darunter auch sogenannte Kriegsfischkutter) für die Kriegsmarine. 1941 wurde in Swinemünde eine Zweigwerft eingerichtet, die Ernst Burmester Schiffswerft KG Swinemünde-Ost. Während des Zweiten Weltkriegs beschäftigte die Burmester Werft als Rüstungsbetrieb auch niederländische, französische und polnische Zwangsarbeiter.

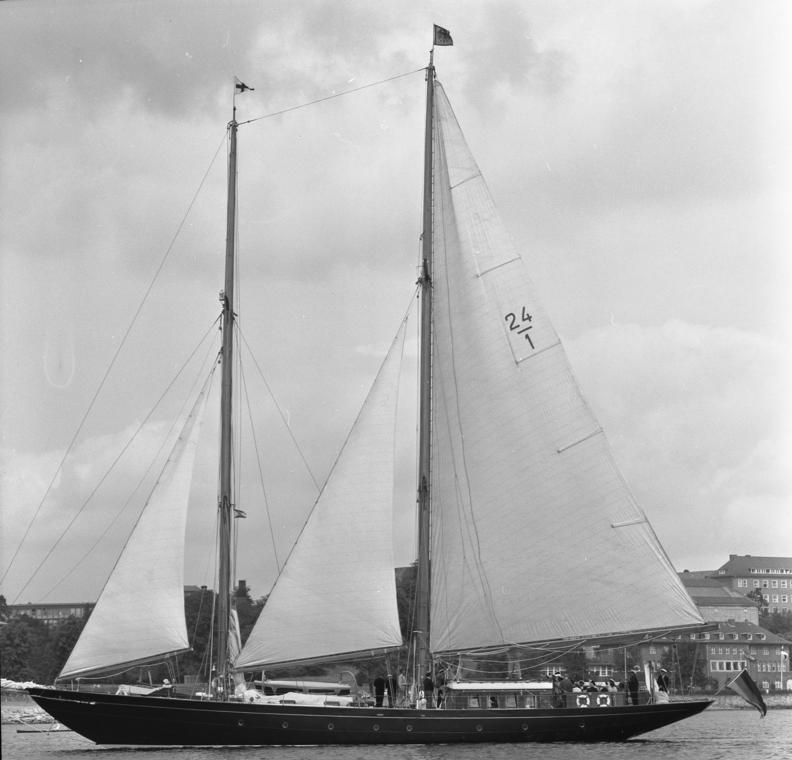
Aschanti IV, im Baujahr 1954 die größte deutsche Segelyacht

Nach Kriegsende wurde Burmester in einem Entnazifizierungsverfahren als „Mitläufer“ eingestuft. Seine Werft überstand den Krieg und führte danach unter seiner Leitung Reparatur- und Räumarbeiten aus. Etwa 200 Mitarbeiter bauten zudem von 1945 bis 1948 Fischkutter. Ab 1948 baute die Werft auch wieder Yachten und Motorboote für verschiedene dienstliche Zwecke. Auch Marineboote wurden wieder erstellt und teilweise exportiert.
Schwerpunkt der Werft blieb jedoch der Bau von privaten Segel- und Motoryachten, insbesondere von „Hochseeyachten internationaler Klasse“ wie bereits vor dem Krieg. Die Zahl der Mitarbeiter stieg bis 1959 auf 750; sie sank dann bis Anfang 1970 auf rund 220.
Burmester galt als „eigenwilliges Original“; ein Mann, der des Öfteren „aus der Haut fuhr“, ausgestattet mit „einem leidenschaftlichen Willen zum Erfolg“. Für ihn hatte „der Tag noch 24 Stunden“. Er galt aber auch als ein „Baas mit Herz“, den „seine Belegschaft als einen der ihren ansah“ und der „in der Lage war, Talente aus dem eigenen Stall zu fördern“. Burmester war ein leidenschaftlicher Segler. Seine berühmte Hochseeyacht Aschanti IV, die er 1954 auf seiner eigenen Werft bauen ließ, war damals die größte deutsche Segelyacht.
Nach dem Tod von Burmester übernahmen Familienmitglieder die Werft.